# Powiat tłumacki (Galicja)
Powiat tłumacki – dawny powiat kraju koronnego Królestwo Galicji i Lodomerii, istniejący w latach 1867–1918.
Siedzibą c.k. starostwa był Tłumacz. Powierzchnia powiatu w 1879 roku wynosiła 9,0764 mil kw. (522,26 km²), a ludność 74 483 osoby. Powiat liczył 60 osad, zorganizowanych w 52 gminy katastralne.
Na terenie powiatu działały 2 sądy powiatowe – w Tłumaczu i Tyśmienicy.
W II RP istniał powiat tłumacki.

## Starostowie powiatu
- Leonard Bogusz (1871–1882)
- Józef Salamon (od 1887)[1]
- Maurycy Dzieduszycki (m.in. w 1903)[2]
- Eugeniusz Swoboda (ok. 1905)[3]
- Leopold Popiel (do 1908)[4][5]
- Antoni Zoll (1910)[4]

## Komisarze rządowi
- Kasper Słowiński (1871)
- Józef Ostowski (1879–1882)
- Burzyński (1906[6])

## Prezesi Rady powiatowej
- Franciszek Sawa[7]